# 난키
난키(일본어: 南紀 난키[*])는 긴키 지방에서 기이국에 해당하는 지역이다. 현재는 와카야마현 전역과 미에현의 미나미무로군과 기타무로군을 포함한다.